# Alejandro II (papa)
Alejandro II  (en latín, Alexander PP. II), de nombre secular  Anselmo da Baggio (Milán, ¿?-Roma, 21 de abril de 1073) fue el 156.º papa de la Iglesia católica de 1061 a 1073.

## Biografía
A la muerte de Nicolás II, hubo un conflicto. Mientras el partido reformista al interior de la Iglesia, liderado por el cardenal Hildebrando, futuro papa Gregorio VII, aclamó papa a Alejandro II en el sínodo de Letrán, los señores de la campiña romana y los obispos lombardos se dirigieron al emperador Enrique IV, entonces con once de edad, considerando que, según lo establecido en la Constitutio Lotharii y en Privilegium Ottonianum, el emperador tenía derecho a que toda elección papal contara con su aprobación, responden nombrando antipapa al obispo de Parma, Pietro Cadalus que toma el nombre de Honorio II.
Sin embargo, el nombramiento de Honorio no es respaldado ni siquiera en Alemania, provocando en 1062 el golpe de Estado de Keiserswerth por el que Inés de Poitou, la madre del emperador, se ve obligada a ceder la regencia a los arzobispos Anno de Colonia y Adalberto de Bremen que intentan un acercamiento al papa Alejandro II logrando en el sínodo de Mantua del año 1064 la destitución y excomunión de Honorio II, quien ni siquiera se presentó en Mantua.
Continuó, como sus predecesores, la lucha contra la simonía y el nicolaísmo, así como su enfrentamiento con el emperador del Sacro Imperio, Enrique IV, a quien obligó a mantener su matrimonio con Berta de Saboya; y, en lo que podemos considerar un precedente de la querella de las investiduras, excomulgará a los consejeros del emperador al considerarlo instigadores de la consagración como arzobispo de Milán del candidato imperial. En este sentido, apoyó a los partidarios del movimiento patarino milanés, contrarios a las intervenciones de los poderes laicos en las cuestiones eclesiásticas.
En 1063, transformó la Reconquista española en una “cruzada” al conceder indulgencia plenaria a los soldados que participaran en la toma de Barbastro.
En 1070 terminada la conquista de Inglaterra realizada por Guillermo el Conquistador envía a los tres legados papales —Juan Minutus, Pedro y Ermenfrido de Sion— quienes coronaron ceremonialmente a Guillermo durante la corte celebrada el Domingo de Pascua, un hecho que se interpreta como el «sello de aprobación» papal a las conquistas del normando. Después los legados y el rey Guillermo celebraron varios concilios eclesiásticos destinados a reformar y reorganizar la Iglesia de Inglaterra.
En 1071, los legados de este papa derogaron el culto mozárabe hispano, practicado en España, por el rito romano, en el Monasterio de San Juan de la Peña.
Falleció el 21 de abril de 1073.